# Rio Ciunga
O Rio Ciunga é um rio da Romênia, afluente do Mureş, localizado no distrito de Alba.